# Fokale Dystonie
Die fokale Dystonie (altgriechisch δυσ- dys-, deutsch ‚miss-‘, τόνος tónos, deutsch ‚Spannung‘) gehört zu den häufigeren neurologischen Erkrankungen und äußert sich in nicht beeinflussbaren und oft lang anhaltenden Muskelkontraktionen. Die Störung ist lokal und betrifft meistens Regionen, die unter äußerster Präzision komplexe Bewegungen ausführen.

## Allgemeines
Fokale Dystonie wird auch Musikerkrampf, Beschäftigungskrampf oder Beschäftigungsneurose genannt. Dies bezeichnet jedoch eine spezielle Form der Erkrankung, die Aktionsspezifische Fokale Dystonie (auch Gliederdystonie), zu denen unter anderem auch der Schreibkrampf zählt und die im ICD-10 als F48.8 kodiert wird.
Diese Form der Dystonie ist dadurch gekennzeichnet, dass zwar der Bewegungsapparat im Allgemeinen intakt ist, aber beim Ausführen einer erlernten Bewegung wie etwa der Zupfbewegung an der Gitarre oder der Anschlagsbewegung am Klavier der Finger oder die Hand nicht in der Lage ist, diese Bewegung zu vollführen, während die gleiche Bewegung ohne Instrument oder in einem anderen Kontext oft völlig störungsfrei verläuft.
Die Ursachen, die zu einer Erkrankung führen, sind nicht bekannt. Man vermutet jedoch eine Störung der unbewussten Regulation der Motorik im Bereich der Basalganglien im Gehirn. Einer Theorie zufolge sind die einzelnen Zentren der Abbildung im motorischen Cortex vergrößert, in dem Maße, dass sich die Regionen überlappen und somit angrenzende Motoriken ausgelöst werden. Der Mittelfinger soll sich bewegen, der Ringfinger wird aber mit angesteuert, der Ringfinger wird wieder zurückgerufen, steuert gleichzeitig den Mittelfinger an, und somit entsteht ein Teufelskreis an Bewegungsinitiation und -hemmung.
Weitere Formen der fokalen Dystonie sind:
- Zervikale Dystonie (Schiefhals/Torticollis spasmodicus)
- Blepharospasmus (Lidkrampf)
- Spasmodische Dysphonie (Stimmbandkrampf)
- Oromandibuläre Dystonie (Mund-, Zungen-, Schlundkrampf)

## Häufigkeit
Bei Musikern liegt die Erkrankungsrate ungefähr bei 1:200 bis 1:500, bei anderen Berufsgruppen wie Chirurgen oder Feinmechanikern bei 1:3.400 Fällen pro Jahr, wobei unter bestimmten Bedingungen die Wahrscheinlichkeit zu erkranken von diesen Werten auch deutlich abweichen kann. Für die Allgemeinbevölkerung liegt die Erkrankungshäufigkeit bei rund 1:40.000.

## Therapie und Prophylaxe
Diese Therapien werden in der Regel angewandt:
- Abgabe von Botulinumtoxin (Botox). Dieses Mittel kann in bestimmte Muskelregionen gespritzt werden, hemmt die übermäßig starken Muskeltraktionen, was zu einer „normalen“ Motorik führt. Die Behandlung muss jedoch regelmäßig wiederholt werden, da nach Abbau des Mittels im Körper (etwa 3 Monate) die Wirkung nachlässt.[6] Manchmal führt diese Wiederholung zu einer Bildung von Antikörpern, die eine weitere Behandlung wirkungslos bleiben lässt.[7]

- Retraining: Durch gezielte Übungen ist es möglich, die fehlgeleitete Motorik zu desensibilisieren und die Motorik neu zu kalibrieren.[8]
- Eine Kombination beider Therapien: Unter Abgabe von Botox und einer Retrainingtherapie.
- Bei manchen Musikern verbessern dünne Handschuhe die Symptome, vermutlich indem sie die Berührungsempfindung vermindern.[9][10]

Da die physiologischen Ursachen der fokalen Dystonien weitgehend unbekannt sind, ist eine gezielte, medikamentöse Prophylaxe bislang kaum möglich. Diskutiert werden indes verhaltenstherapeutische Ansätze, insbesondere Entspannungsübungen.

## Prognose
Bei etwa 10–20 % der Betroffenen kommt es zu einem Rückgang der Symptome. Dies findet meistens innerhalb der ersten drei Jahre statt. Jedoch ist ein Wiederauftreten der Symptome möglich.
Bei den anderen Patienten ist eine langsame Verschlechterung innerhalb von drei bis fünf Jahren häufig, um danach in eine stabile Situation überzugehen.

## Berufskrankheit
Seit dem 1. August 2017 ist die fokale Dystonie als Erkrankung des zentralen Nervensystems bei Instrumentalmusikern durch feinmotorische Tätigkeit hoher Intensität in Deutschland in die Liste der Berufskrankheiten der gesetzlichen Unfallversicherung aufgenommen worden (Nummer 2115 der Anlage 1 zur Berufskrankheiten-Verordnung – BKV). Sie kann damit bei Berufsmusikern als Berufskrankheit anerkannt werden. Das gilt auch für solche Erkrankungen, die vor diesem Termin eingetreten sind (§ 6 Abs. 1 BKV).